# 2014-es bolzanói műugró-Grand Prix-verseny
A Nemzetközi Úszószövetség (FINA) 2014-ben a 20. alkalommal rendezte meg augusztus 1. és augusztus 3. között a műugró-Grand Prix-versenysorozatot, melynek hatodik állomása az olaszországi Bolzano volt.

## Eredmények

### Éremtáblázat
| #        | nemzet             | arany | ezüst | bronz | összesen |
| 1        | Kína               | 3     | 2     | 0     | 5        |
| 2        | Olaszország        | 2     | 1     | 1     | 4        |
| 3        | Japán              | 1     | 4     | 1     | 6        |
| 4        | Franciaország      | 1     | 0     | 1     | 2        |
| 5        | Oroszország        | 1     | 0     | 0     | 1        |
| 6        | Hollandia          | 0     | 1     | 0     | 1        |
| 7        | Egyesült Királyság | 0     | 0     | 2     | 2        |
| 8        | Finnország         | 0     | 0     | 1     | 1        |
| 8        | Norvégia           | 0     | 0     | 1     | 1        |
| összesen | összesen           | 8     | 8     | 7     | 23       |

### Éremszerzők
| versenyszám   | arany                                         | ezüst                               | bronz                           |
| férfiak       |                                               |                                     |                                 |
| 3 m           | Matthieu Rosset                               | Teraucsi Ken                        | Szakai Só                       |
| 3 m szinkron  | Vjacseszlav Novoszelov / Jevgenyij Novoszelov | Michele Benedetti / Tommaso Rinaldi | James Heatly / Sam Thornton     |
| 10 m          | Okamoto Jú                                    | Taj Hsziao-hu                       | Francesco Dell’Uomo             |
| 10 m szinkron | Taj Hsziao-hu / Lien Csün-csie                | Okamoto Jú / Murakami Kazuki        | Amund Gismervik / Espen Valheim |
| nők           |                                               |                                     |                                 |
| 3 m           | Tania Cagnotto                                | Lin Csü                             | Katherine Torrance              |
| 3 m szinkron  | Tania Cagnotto / Francesca Dallapé            | Inge Jansen / Uschi Freitag         | Iira Laatunen / Taina Karvonen  |
| 10 m          | Hszia Jü-csie                                 | Itahasi Minami                      | Laura Marino                    |
| 10 m szinkron | Hszia Jü-csie / Hszia Ping-csing              | Itahasi Minami / Tacumi Fuka        | nem adták ki                    |

## A versenyen részt vevő nemzetek
A Grand Prix-n 18 nemzet 72 sportolója – 40 férfi és 32 nő – vett részt, az alábbi megbontásban:
| Részt vevő nemzetek férfi / nő megbontásban | Részt vevő nemzetek férfi / nő megbontásban | Részt vevő nemzetek férfi / nő megbontásban | Részt vevő nemzetek férfi / nő megbontásban | Részt vevő nemzetek férfi / nő megbontásban | Részt vevő nemzetek férfi / nő megbontásban | Részt vevő nemzetek férfi / nő megbontásban | Részt vevő nemzetek férfi / nő megbontásban | Részt vevő nemzetek férfi / nő megbontásban |
| ------------------------------------------- | ------------------------------------------- | ------------------------------------------- | ------------------------------------------- | ------------------------------------------- | ------------------------------------------- | ------------------------------------------- | ------------------------------------------- | ------------------------------------------- |
| nemzet                                      | F                                           | N                                           | nemzet                                      | F                                           | N                                           | nemzet                                      | F                                           | N                                           |
| Ausztria                                    | 1                                           | 0                                           | Hollandia                                   | 1                                           | 3                                           | Olaszország                                 | 5                                           | 4                                           |
| Dánia                                       | 1                                           | 0                                           | Japán                                       | 4                                           | 3                                           | Oroszország                                 | 4                                           | 2                                           |
| Egyesült Királyság                          | 2                                           | 2                                           | Kanada                                      | 4                                           | 1                                           | Románia                                     | 1                                           | 2                                           |
| Finnország                                  | 1                                           | 2                                           | Kína                                        | 3                                           | 3                                           | Spanyolország                               | 1                                           | 1                                           |
| Franciaország                               | 4                                           | 4                                           | Magyarország                                | 2                                           | 2                                           | Svájc                                       | 2                                           | 1                                           |
| Grúzia                                      | 1                                           | 0                                           | Norvégia                                    | 2                                           | 0                                           | Svédország                                  | 1                                           | 2                                           |

F = férfi, N = nő

## Versenyszámok

### Férfiak

#### 3 méteres műugrás
| #  | Ország             | Név                    | Selejtező | Selejtező | Középdöntő | Középdöntő | Középdöntő | Középdöntő | Döntő   | Döntő  |
| #  | Ország             | Név                    | Selejtező | Selejtező | A          | A          | B          | B          | Döntő   | Döntő  |
| #  | Ország             | Név                    | Rangsor   | Pontok    | Rangsor    | Pontok     | Rangsor    | Pontok     | Rangsor | Pontok |
| -- | ------------------ | ---------------------- | --------- | --------- | ---------- | ---------- | ---------- | ---------- | ------- | ------ |
|    | Franciaország      | Matthieu Rosset        | 1         | 445,80    |            |            | 1          | 424,85     | 1       | 454,95 |
|    | Japán              | Teraucsi Ken           | 2         | 422,50    | 1          | 436,20     |            |            | 2       | 453,95 |
|    | Japán              | Szakai Só              | 4         | 406,00    | 2          | 424,95     |            |            | 3       | 449,45 |
| 4  | Kína               | Li Si-hszin            | 7         | 383,10    |            |            | 2          | 423,45     | 4       | 445,65 |
| 5  | Kanada             | Marc Sabourin-Germain  | 12        | 358,85    |            |            | 3          | 408,00     | 5       | 406,00 |
| 6  | Olaszország        | Michele Benedetti      | 6         | 396,70    | 3          | 413,05     |            |            | 6       | 405,30 |
|    |                    |                        |           |           |            |            |            |            |         |        |
| 7  | Svédország         | Jesper Tolvers         | 10        | 361,35    |            |            | 4          | 398,40     |         |        |
| 8  | Olaszország        | Tommaso Rinaldi        | 5         | 400,40    |            |            | 5          | 388,80     |         |        |
| 9  | Oroszország        | Jevgenyij Novoszelov   | 3         | 408,15    |            |            | 6          | 387,65     |         |        |
| 10 | Egyesült Királyság | Sam Thornton           | 8         | 377,60    | 4          | 378,70     |            |            |         |        |
| 11 | Hollandia          | Yorick de Bruijn       | 13        | 358,15    | 5          | 374,55     |            |            |         |        |
| 12 | Norvégia           | Espen Valheim          | 11        | 360,05    | 6          | 342,35     |            |            |         |        |
|    |                    |                        |           |           |            |            |            |            |         |        |
| 13 | Olaszország        | Andrea Chiarabini      | 9         | 373,80    |            |            |            |            |         |        |
| 14 | Franciaország      | Antoine Catel          | 14        | 355,65    |            |            |            |            |         |        |
| 15 | Oroszország        | Vjacseszlav Novoszelov | 15        | 355,10    |            |            |            |            |         |        |
| 16 | Egyesült Királyság | Jack Haslam            | 16        | 348,35    |            |            |            |            |         |        |
| 17 | Olaszország        | Giovanni Tocci         | 17        | 346,20    |            |            |            |            |         |        |
| 18 | Finnország         | Jouni Kallunki         | 18        | 339,95    |            |            |            |            |         |        |
| 19 | Grúzia             | Chola Chanturia        | 19        | 338,35    |            |            |            |            |         |        |
| 20 | Ausztria           | Fabian Brandl          | 20        | 338,05    |            |            |            |            |         |        |
| 21 | Kanada             | Tyler Henschel         | 21        | 323,90    |            |            |            |            |         |        |
| 22 | Spanyolország      | Alberto Arevalo        | 22        | 313,10    |            |            |            |            |         |        |
| 23 | Svájc              | Guillaume Dutoit       | 23        | 293,20    |            |            |            |            |         |        |
| 24 | Dánia              | Andreas Sargent Larsen | 24        | 286,00    |            |            |            |            |         |        |
| 25 | Magyarország       | Bóta Botond            | 25        | 228,05    |            |            |            |            |         |        |

#### 3 méteres szinkronugrás
| # | Ország             | Név                                           | Pontok |
| - | ------------------ | --------------------------------------------- | ------ |
|   | Oroszország        | Vjacseszlav Novoszelov / Jevgenyij Novoszelov | 390,99 |
|   | Olaszország        | Michele Benedetti / Tommaso Rinaldi           | 377,16 |
|   | Egyesült Királyság | James Heatly / Sam Thornton                   | 372,45 |
| 4 | Japán              | Teraucsi Ken / Okamoto Jú                     | 359,70 |
| 5 | Olaszország        | Andreas Billi / Giovanni Tocci                | 344,91 |
| 6 | Kanada             | Ethan Pitman / Tyler Roberge                  | 344,10 |
| 7 | Svájc              | Guillaume Dutoit / Simon Rieckhoff            | 317,70 |

#### 10 méteres toronyugrás
| #  | Ország        | Név                 | Selejtező | Selejtező | Középdöntő | Középdöntő | Középdöntő | Középdöntő | Döntő   | Döntő  |
| #  | Ország        | Név                 | Selejtező | Selejtező | A          | A          | B          | B          | Döntő   | Döntő  |
| #  | Ország        | Név                 | Rangsor   | Pontok    | Rangsor    | Pontok     | Rangsor    | Pontok     | Rangsor | Pontok |
| -- | ------------- | ------------------- | --------- | --------- | ---------- | ---------- | ---------- | ---------- | ------- | ------ |
|    | Japán         | Okamoto Jú          | 4         | 398,90    | 1          | 402,90     |            |            | 1       | 458,70 |
|    | Kína          | Taj Hsziao-hu       | 1         | 454,45    |            |            | 2          | 393,10     | 2       | 403,85 |
|    | Olaszország   | Francesco Dell’Uomo | 3         | 414,15    |            |            | 1          | 402,15     | 3       | 379,15 |
| 4  | Kína          | Lien Csün-csie      | 2         | 450,45    | 2          | 364,80     |            |            | 4       | 375,15 |
| 5  | Franciaország | Alexis Jandard      | 12        | 314,95    | 3          | 353,20     |            |            | 5       | 345,70 |
| 6  | Kanada        | Ethan Pitman        | 11        | 316,90    |            |            | 3          | 351,85     | 6       | 327,45 |
|    |               |                     |           |           |            |            |            |            |         |        |
| 7  | Norvégia      | Espen Valheim       | 6         | 352,40    | 4          | 350,15     |            |            |         |        |
| 8  | Oroszország   | Vadim Frolov        | 7         | 340,75    |            |            | 4          | 338,75     |         |        |
| 9  | Franciaország | Loïs Szymczak       | 5         | 376,25    |            |            | 5          | 330,75     |         |        |
| 10 | Románia       | Cătălin Cozma       | 9         | 330,90    |            |            | 6          | 329,85     |         |        |
| 11 | Oroszország   | Alekszej Zsebak     | 10        | 329,20    | 5          | 322,30     |            |            |         |        |
| 12 | Magyarország  | Somhegyi Krisztián  | 8         | 336,95    | 6          | 291,75     |            |            |         |        |
|    |               |                     |           |           |            |            |            |            |         |        |
| 13 | Kanada        | Tyler Roberge       | 13        | 311,95    |            |            |            |            |         |        |
| 14 | Svédország    | Jesper Tolvers      | 14        | 60,80     |            |            |            |            |         |        |

#### 10 méteres szinkronugrás
| # | Ország      | Név                             | Pontok |
| - | ----------- | ------------------------------- | ------ |
|   | Kína        | Taj Hsziao-hu / Lien Csün-csie  | 413,49 |
|   | Japán       | Okamoto Jú / Murakami Kazuki    | 382,08 |
|   | Norvégia    | Amund Gismervik / Espen Valheim | 359,40 |
| 4 | Oroszország | Vadim Frolov / Alekszej Zsebak  | 337,35 |

### Nők

#### 3 méteres műugrás
| #  | Ország             | Név                      | Selejtező | Selejtező | Középdöntő | Középdöntő | Középdöntő | Középdöntő | Döntő   | Döntő  |
| #  | Ország             | Név                      | Selejtező | Selejtező | A          | A          | B          | B          | Döntő   | Döntő  |
| #  | Ország             | Név                      | Rangsor   | Pontok    | Rangsor    | Pontok     | Rangsor    | Pontok     | Rangsor | Pontok |
| -- | ------------------ | ------------------------ | --------- | --------- | ---------- | ---------- | ---------- | ---------- | ------- | ------ |
|    | Olaszország        | Tania Cagnotto           | 1         | 315,70    |            |            | 1          | 302,00     | 1       | 350,10 |
|    | Kína               | Lin Csü                  | 4         | 295,55    | 1          | 300,40     |            |            | 2       | 306,65 |
|    | Egyesült Királyság | Katherine Torrance       | 10        | 253,55    | 3          | 267,55     |            |            | 3       | 297,95 |
| 4  | Japán              | Sibuszava Szajaka        | 2         | 314,05    | 2          | 289,65     |            |            | 4       | 282,40 |
| 5  | Hollandia          | Inge Jansen              | 5         | 288,50    |            |            | 2          | 269,10     | 5       | 279,10 |
| 6  | Hollandia          | Uschi Freitag            | 3         | 302,05    |            |            | 3          | 267,00     | 6       | 277,80 |
|    |                    |                          |           |           |            |            |            |            |         |        |
| 7  | Svédország         | Daniella Nero            | 7         | 272,05    |            |            | 4          | 260,90     |         |        |
| 8  | Franciaország      | Marion Farissier         | 8         | 271,10    | 4          | 258,45     |            |            |         |        |
| 9  | Kanada             | Melissa Citrini-Beaulieu | 9         | 268,80    |            |            | 5          | 255,20     |         |        |
| 10 | Olaszország        | Elena Bertocchi          | 11        | 250,60    |            |            | 6          | 250,25     |         |        |
| 11 | Svájc              | Jessica Favre            | 6         | 286,65    | 5          | 236,80     |            |            |         |        |
| 12 | Finnország         | Taina Karvonen           | 12        | 245,90    | 6          | 199,80     |            |            |         |        |
|    |                    |                          |           |           |            |            |            |            |         |        |
| 13 | Magyarország       | Gondos Flóra             | 13        | 239,95    |            |            |            |            |         |        |
| 14 | Finnország         | Iira Laatunen            | 14        | 239,40    |            |            |            |            |         |        |
| 15 | Spanyolország      | Rocio Velazquez Roldan   | 15        | 234,60    |            |            |            |            |         |        |
| 16 | Franciaország      | Maxine Eouzan            | 16        | 218,35    |            |            |            |            |         |        |
| 17 | Románia            | Anca Șerb                | 17        | 205,55    |            |            |            |            |         |        |
| 18 | Svédország         | Veronika Lindahl         | 18        | 194,15    |            |            |            |            |         |        |
| 19 | Oroszország        | Anna Csujnysena          | 19        | 162,00    |            |            |            |            |         |        |

#### 3 méteres szinkronugrás
| # | Ország       | Név                                | Pontok |
| - | ------------ | ---------------------------------- | ------ |
|   | Olaszország  | Tania Cagnotto / Francesca Dallapé | 297,90 |
|   | Hollandia    | Inge Jansen / Uschi Freitag        | 287,40 |
|   | Finnország   | Iira Laatunen / Taina Karvonen     | 266,91 |
| 4 | Svédország   | Veronika Lindahl / Daniella Nero   | 264,75 |
| 5 | Magyarország | Kormos Villő / Gondos Flóra        | 257,82 |

#### 10 méteres toronyugrás
| #  | Ország             | Név                  | Selejtező | Selejtező | Középdöntő | Középdöntő | Középdöntő | Középdöntő | Döntő   | Döntő  |
| #  | Ország             | Név                  | Selejtező | Selejtező | A          | A          | B          | B          | Döntő   | Döntő  |
| #  | Ország             | Név                  | Rangsor   | Pontok    | Rangsor    | Pontok     | Rangsor    | Pontok     | Rangsor | Pontok |
| -- | ------------------ | -------------------- | --------- | --------- | ---------- | ---------- | ---------- | ---------- | ------- | ------ |
|    | Kína               | Hszia Jü-csie        | 3         | 275,25    |            |            | 1          | 351,15     | 1       | 315,25 |
|    | Japán              | Itahasi Minami       | 1         | 330,90    |            |            | 3          | 303,90     | 2       | 315,00 |
|    | Franciaország      | Laura Marino         | 2         | 282,45    | 1          | 292,20     |            |            | 3       | 302,20 |
| 4  | Kína               | Hszia Ping-csing     | 11        | 223,15    |            |            | 2          | 339,60     | 4       | 261,05 |
| 5  | Japán              | Tacumi Fuka          | 4         | 270,35    | 2          | 253,85     |            |            | 5       | 260,50 |
| 6  | Oroszország        | Marija Polujanova    | 6         | 258,75    | 3          | 249,25     |            |            | 6       | 246,60 |
|    |                    |                      |           |           |            |            |            |            |         |        |
| 7  | Egyesült Királyság | Shanice Lobb         | 7         | 257,70    |            |            | 4          | 249,40     |         |        |
| 8  | Románia            | Mara Elena Aiacoboae | 5         | 260,00    |            |            | 5          | 245,90     |         |        |
| 9  | Franciaország      | Alaïs Kalonji        | 8         | 248,85    | 4          | 244,55     |            |            |         |        |
| 10 | Oroszország        | Anna Csujnysena      | 10        | 230,90    | 5          | 238,65     |            |            |         |        |
| 11 | Olaszország        | Giulia Belsasso      | 9         | 243,55    |            |            | 6          | 235,70     |         |        |

#### 10 méteres szinkronugrás
| # | Ország | Név                              | Pontok |
| - | ------ | -------------------------------- | ------ |
|   | Kína   | Hszia Jü-csie / Hszia Ping-csing | 310,47 |
|   | Japán  | Itahasi Minami / Tacumi Fuka     | 246,21 |